# 三井澄雄
三井 澄雄（みつい すみお、1929年 -  ）は、日本の化学教育者。

## 人物・来歴
東京生まれ。1948年東京工業大学附属工業専門部化学工業科卒、1963年東京理科大学化学科卒。
埼玉県立浦和工業高等学校教諭、埼玉県立浦和高等学校教諭。
1994年4月東京科学教育研究所を松井吉之助、長谷川純三と設立。『季刊・科学教育研究』を発行する。東京科学教育研究所化学教育研究室。物質同定の原理を教えることを提案した。

## 著書
- 『化学指導ノート』（麦書房、教育文庫） 1977.2
- 『イオンと化学反応の指導』（むぎ書房、教育文庫） 1984.6
- 『化学教育入門 教材の基礎と授業の方法』（新生出版） 1987.8
- 『科学教育史研究ノート』（同時代社、シリーズ科学教育） 1999.4

### 共編著
- 『化学指導法事典』（玉田泰太郎共編、むぎ書房） 1982.8
- 『化学をつくった人びと』（編、国土社、日本少年文庫） 1983.4
- 『理科のとびら 授業の役にたつ話』（真船和夫, 鷹取健, 高橋哲郎共著、日本書籍） 1983.5
- 『高校化学の授業100時間 たしかな学力・たのしい授業』（伊藤博共著、あずみの書房） 1988 - 1990.3
- 『化学変化の教え方』（松井吉之助共編、むぎ書房、教育文庫） 1991.9

## 翻訳
- 『化学の問題と解法』（エヌ・エリ・グリンカ、大竹三郎共訳編、東京図書、科学普及新書） 1966